# La Mascareignes
La Mascareignes est un trail de 72 km de longueur et de 3 900 m de dénivelé positif (en 2021), organisé sur l'île de La Réunion, département d'outre-mer français dans l'océan Indien, depuis 2011.
Le trail débute dans le cirque naturel de Salazie pour finir à Saint-Denis, le chef lieu de l'île. Il se déroule au mois d'octobre en parallèle avec ses grands frères, le Grand Raid, le Trail de Bourbon et le Zembrocal Trail (relais).

## Historique
En 2019, 1 762 raideurs se sont inscrits sur cette course, la plus courte des quatre trails du Grand Raid.
Historiquement, la course débutait à Grand Îlet ; en 2021 le départ est donné à Hell-Bourg, le 22 octobre à 1h00 du matin. Le parcours, allongé, passe de 66 km à 72 km, et de 3509 m à 3900 m de dénivelé positif.

## Palmarès
Ci-dessous figurent les résultats officiels,,.
| Édition | Date            | Hommes            | Hommes                         | Hommes          | Femmes | Femmes                               | Femmes           |
| ------- | --------------- | ----------------- | ------------------------------ | --------------- | ------ | ------------------------------------ | ---------------- |
|         |                 | Rang              | Athlète                        | Temps           | Rang   | Athlète                              | Temps            |
| 1re     | 15 octobre 2011 | 1er               | Jean-Louis Rivière             | 7 h 39 min 40 s | 5e     | Maud Combarieu                       | 08 h 06 min 37 s |
| 2e      | 20 octobre 2012 | 1er               | Jean-Laurent Hoareau           | 7 h 48 min 04 s | 5e     | Céline Dodin                         | 08 h 48 min 29 s |
| 3e      | 19 octobre 2013 | 1er               | Jean-Eddy Lauret               | 8 h 33 min 03 s | 16e    | Pierrette Perrault-Modeste           | 10 h 10 min 12 s |
| 4e      | 25 octobre 2014 | 1er               | Jeannick Boyer                 | 8 h 43 min 06 s | 10e    | Claire Nédélec                       | 09 h 44 min 41 s |
| 5e      | 24 octobre 2015 | 1er               | Jean-Eddy Lauret — 2e victoire | 7 h 55 min 36 s | 11e    | Marion Delage                        | 09 h 13 min 19 s |
| 6e      | 22 octobre 2016 | 1er               | David Hauss                    | 7 h 39 min 00 s | 21e    | Camille Bruyas                       | 09 h 32 min 57 s |
| 7e      | 21 octobre 2017 | 1er               | Jean-Eddy Lauret — 3e victoire | 7 h 50 min 27 s | 9e     | Amandine Ferrato                     | 08 h 56 min 36 s |
| 8e      | 20 octobre 2018 | 1er               | Jordi Gamito                   | 7 h 35 min 00 s | 16e    | Hortense Bègue Fleur Santos Da Silva | 9 h 35 min 00 s  |
| 9e      | octobre 2020    | — Édition annulée |                                |                 |        |                                      |                  |
| 10e     | 22 octobre 2021 | 1er               | El-Habib Zoubert               | 8 h 44 min 02 s | 13e    | Angélique Victoria Lesport           | 10 h 37 min 57 s |
| 11e     | 21 octobre 2022 | 1er               | Noël Giordano                  | 8 h 51 min 0 s  | 14e    | Amélie Huchet                        | 10 h 29 min 18 s |
| 12e     | 20 octobre 2023 | 1er               | Loïc Boyer                     | 8 h 39 min 38 s | 7e     | Axelle Henry                         | 9 h 35 min 37 s  |
| 13e     | 18 octobre 2024 | 1er               | Alexandre Dépêche              | 8 h 28 min 6 s  | 22e    | Laure Rebuffet                       | 10 h 12 min 31 s |